# Demon Attack
Demon Attack è un videogioco sparatutto del 1982 sviluppato da Rob Fulop per Atari 2600 e pubblicato da Imagic. Uscirono poi conversioni per diversi home computer e altre console.
Simile nel gameplay a Phoenix, il titolo è stato accusato di plagio da parte di Atari, che ne deteneva i diritti per le versioni pubblicate su console.